# Kronach (huyện)
Kronach là một huyện ở bang Bayern, Đức. Huyện này giáp các huyện (từ phía đông theo chiều kim đồng hồ): các huyện of Hof, Kulmbach, Lichtenfels và Coburg, and the state of Thuringia (các huyện of Sonneberg, Saalfeld-Rudolstadt và Saale-Orla).

## Thị xã và đô thị
| Thị xã                                                 | Đô thị                                                                                     | |
| ------------------------------------------------------ | ------------------------------------------------------------------------------------------ | --- |
| 1. Kronach 2. Ludwigsstadt 3. Teuschnitz 4. Wallenfels | 1. Küps 2. Marktrodach 3. Mitwitz 4. Nordhalben 5. Pressig 6. Reichenbach 7. Schneckenlohe | 1. Steinbach am Wald 2. Steinwiesen 3. Stockheim 4. Tettau 5. Tschirn 6. Weißenbrunn 7. Wilhelmsthal |